# Led Zeppelin
Лед зепелин (енгл. Led Zeppelin) је био енглески рок бенд основан у Лондону 1968. Групу су чинили вокал Роберт Плант, гитариста Џими Пејџ, басиста и клавијатуриста Џон Пол Џоунс и бубњар Џон Бонам. Са тешким звуком вођеним гитаром, наводе се као један од родоначелника хард рока и хеви метала, иако је њихов стил црпљен из разних утицаја, укључујући блуз и фолк музику. Лед зепелин је заслужан за значајан утицај на природу музичке индустрије, посебно у развоју албума оријентисаног рока (АОР) и стадионског рока.
Првобитно назван The New Yardbirds, Лед зепелин је потписао уговор са Атлантик Рекордсом који им је дао значајну уметничку слободу. У почетку непопуларни код критичара, постигли су значајан комерцијални успех са осам студијских албума током десет година. Њихов деби из 1969. године, Led Zeppelin, био је албум међу првих десет у неколико земаља и садржао је песме као што су "Good Times Bad Times", "Dazed and Confused" и "Communication Breakdown". Led Zeppelin II, (1969) је био њихов први албум број један, који је донео "Whole Lotta Love" и "Ramble On". Године 1970. објавили су Led Zeppelin III који је укључивао "Immigrant Song". Њихов четврти албум без назива, познатији као Led Zeppelin IV (1971), један је од најпродаванијих албума у историји са 37 милиона продатих примерака. Албум укључује "Black Dog", "Rock and Roll" и "Stairway to Heaven", с тим да је ово друго међу најпопуларнијим и најутицајнијим делима у историји рока. Houses of the Holy (1973) донеле су „The Song Remains the Same“ и „Over the Hills and Far Away". Physical Graffiti (1975), двоструки албум, садржао је "The Rover" и "Kashmir".
Пејџ је написао већину музике Лед зепелина, посебно на почетку њихове каријере, док је Плант написао већину текстова. Џонсове композиције засноване на клавијатурама касније су постале централне у њиховој музици, која је укључивала све више експериментисања. У другој половини њихове каријере ишли су на низ турнеја које су обориле рекорде и групи донеле репутацију ексцеса и разврата. Иако су остали комерцијално и критички успешни, њихова турнеја и продукција, која је укључивала Presence (1976) и In Through the Out Door (1979), постала је ограничена, а група се распала након Бонамове смрти 1980, осећајући да неће бити Лед зепелин без њега. Од тада, преживели бивши чланови спорадично су сарађивали и учествовали на једнократним концертима. Најуспешнији од њих био је концерт Ахмета Ертегуна 2007. у Лондону, са Бонамовим сином Џејсоном Бонамом на бубњевима.
Лед зепелин су једни од најпродаванијих музичких уметника свих времена; њихова укупна рекордна продаја се процењује на између 200 и 300 милиона јединица широм света. Остварили су осам узастопних албума број један у Великој Британији и шест албума број један на америчкој листи Билборд 200, са пет њихових албума који су дијамантски сертификовани у САД од стране Асоцијације издавачке индустрије Америке (RIAA). Магазин Rolling Stone описао их је као „најтежи бенд свих времена“, „највећи бенд седамдесетих“ и „несумњиво један од најиздржљивијих бендова у историји рока“. Уврштени су у Рокенрол кућу славних 1995. године; Музејска биографија бенда наводи да су они били „исто толико утицајни“ током 1970-их колико су били Битлси током 1960-их.

## Историја

### Оснивање (1966–1968)
Године 1966. гитариста са седиштем у Лондону Џими Пејџ придружио се рок бенду the Yardbirds под утицајем блуза да би заменио басисту Пола Самвел-Смита. Пејџ је убрзо прешао са бас гитаре на соло гитару, стварајући двоструку поставу гитара са Џефом Беком. Након Бековог одласка у октобру 1966, the Yardbirds су постали четворочлана група са Пејџом као јединим гитаристом. Ова нова постава снимила је албум, Little Games, 1967. године, пре него што су кренули на турнеју по Сједињеним Државама, током које су извели неколико песама које ће касније бити део раног репертоара Лед зепелина, укључујући обраде песама Џонија Бернета „Train Kept A-Rollin" и „Dazed and Confused" оригинално написана и изведена од стране Џека Холмса. Почетком априла 1968,  the Yardbirds су одржали сесију снимања у Columbia Studios у Њујорку, снимивши низ песама укључујући и  Page-Relf композицију првобитно названу "Knowing That I'm Losing You", коју је Лед зепелин на крају поново снимио као "Tangerine".
Турнеја The Yardbirds 1968. показала се исцрпљујућом за бенд. Бубњар Џим Макарти и вокал Кит Релф су имали за циљ да крену у акустичнијем правцу, формирајући фолк рок дуо под називом Together, док је Пејџ желео да настави тежи звук бенда the Yardbirds заснован на блузу. Пејџ је, уз подршку новог менаџера the Yardbirds Питера Гранта, планирао да оформи супергрупу са Беком и њим на гитари, са Китом Муном и Џоном Ентвистлом из групе the Who. Вокалисти Стив Вајнвуд и Стив Мериот су такође били разматрани за пројекат. Група се никада није формирала, иако су Пејџ, Бек и Мун снимили заједно песму 1966. године, "Beck's Bolero", на сесији која је укључивала и басисту-клавијатуристу Џона Пола Џонса.

### Почетак (1968—1970)
Године 1968. Битлси и Ролингстонси су још увек доминирали топ-листама са обе стране Атлантика, али се полако пробијао и „тешки“ рокенрол којег су свирале групе Ху, Џими Хендрикс експиријенс и Крим. Те године на музичку сцену ступа Лед зепелин, енглеска група која се представља свежим, али препознатљивим „тешким“ звуком чиме преузима кључну улогу у стварању новог музичког жанра - хеви метала.

#### Пејџ уЈардбердсима, Њу Јардбердс и порекло именаЛед зепелин
Почеци групе сежу од тренутка када је Џими Пејџ 1966. постао члан рок групе Јардбердс (енгл. The Yardbirds), у почетку као бас-гитариста, а потом, као несумњив свирачки таленат, и као гитариста. Дотадашњи ритам гитариста Крис Дреја се, након краћег периода привикавања, пребацио на бас-гитару. Након одласка Џефа Бека, у октобру 1966, Јардбердси, уморни од сталних турнеја и снимања, почињу стагнирати. Пејџ почиње размишљати о оснивању супер групе у којој би, уз њега, гитару свирао Бек, а бубњеве и бас-гитару Кит Мун и Џон Ентвисл, тадашњи чланови групе Ху. У најужем избору за певача били су Донован, Стив Винвуд и Стив Мариот. Та Пејџова замисао никада није реализована иако су 1966. Пејџ, Бек и Мун снимили песму "Beck's Bolero", која је уврштена на Беков албум "Truth" из 1968. На снимању је учествовао басисту Џон Пол Џоунс који је Пејџу понудио сарадњу на будућим пројектима.
Јардбердси су последњи концерт одсвирали у јулу 1968, након чега су певач Кит Релф и бубњар Џим Макарти напустили групу, желећи да се баве фолк музиком. Међутим, Јардбердси су још увек имали обавезу да одсвирају неколико концерата у Скандинавији. Макарти и Релф су овластили Пејџа и Дреју да користе име Јардбердс да би испунили уговорне обавезе групе. Пејџ и Дреја су заједнички покушали да формирају нову поставу. Пејџов први избор за певача, Тери Рид, одбија понуду, али препоручује певача Роберта Планта ког је знао са бирмингемске музичке сцене. Плант прихвата позив и препоручује бубњара Џона Бонама с којим је свирао у групи Бенд оф џој. Након одустајања Криса Дреје, који се посветио фотографији (једна од његових фотографија касније ће бити употребљена за позадину омота дебитанског албума Лед зепелина), Пејџ за четвртог члана групе узима Џона Пола Џоунса.
Група је одрадила скандинавску турнеју под именом Њу јардбердс (енгл. The New Yardbirds). Након краћих консултација договорено је да ново име групе буде Лед зепелин, а име је предложио Кит Мун, бубњар групе Ху. Назив групе је Мунова варијација израза Џона Ентвисла Lead Zeppelin (оловни цепелин) за лош наступ (пад попут оловног цепелина) при чему је, на сугестију менаџера Питера Гранта, у коначној верзији имена из речи Lead избачено слово „а“ да би се избегло изговарање те речи као „лид“ (lеаd; водећи).

#### 
Први албум групе, назван једноставно "Led Zeppelin" објављен је 12. јануара 1969, непосредно по окончању прве турнеје. Мешавина блуза, фолка и источњачке музике, касније се испоставило, била је један од кључних момената у настајању новог музичког жанра - хеви метала.
Иако је неколико раних песама групе било засновано на блуз стандардима, друге, као на пример "Communication Breakdown", имале су нов и јединствен „тежак“ звук. На албуму "Led Zeppelin" налази се и композиција "Black Mountain Side" одсвирана на акустичној гитари али и комбинацију акустичног и електричног приступа у обради фолк стандарда "Babe I'm Gonna Leave You." Мрачнији део албума, песма "Dazed and Confused", садржи фуриозан соло Џимија Пејџа и ефектни уводни риф. На овој песми, као и на песма "How Many More Times" по први пут се користи техника свирања електричне гитаре виолинским гудалом. Ова иновације ће постати један од многих заштитних знакова Џимија Пејџа, како на сцени тако и у студију. Албум садржи и Плантово вокално опонашање Пејџових гитарских ефеката - техника позајмљена од старих блуз музичара која ће постати заштитни знак групе на каснијим албумима а нарочито на концертима.
Остале песме са албума су "I Can't Quit You Baby", коју је написао блуз музичар Вили Диксон и "You Shook Me", коју су написали Диксон и Џеј Би Леноар. Џеф Бек је нешто раније снимио "You Shook Me" за свој албум Truth и оптужио зепелине за плагијат. Према „Чекићу богова“ (Hammer of the Gods), биографији групе коју је написао Стивен Дејвис, ово је довело до прекида дугогодишњег пријатељства Бека и Пејџа.
Албум је наишао на добар пријем публике и критичара, али су га неки критичари, као Џон Менделсон из часописа Ролинг стоун, оштро напали оптуживши групу за плагијаторство, опонашање црначких уметника и претенциозност. Ово је означило почетак дугог непријатељства између групе и часописа. Група је од тог тренутка почела одбијати интервјуе за часопис и било какву озбиљнију сарадњу.
Слика на омоту албума изазвала је многе контроверзе, па је, на пример, аристократкиња Ева фон Цепелин, рођакиња грофа Хинденбурга (творца цепелина), након што је на омоту албума видела лого „Хинденбурга“ како се обрушава у пламену, покренула законску акцију забране наступа групе 28. фебруара 1970. у Копенхагену. Група је због тога на концерту наступила под именом „Нобс“.

Списак песама
| Бр. | Назив                      | Текст и музика                                          | Трајање |
| --- | -------------------------- | ------------------------------------------------------- | ------- |
| 1   | "Good Times Bad Times"     | John Bonham, John Paul Jones, Jimmy Page                | 2:46    |
| 2   | "Babe I'm Gonna Leave You" | Anne Bredon, Traditional arr., Jimmy Page, Robert Plant | 6:42    |
| 3   | "You Shook Me"             | Willie Dixon, J. B. Lenoir                              | 6:28    |
| 4   | "Dazed and Confused"       | Jimmy Page                                              | 6:28    |
| 5   | "Your Time Is Gonna Come"  | Jones, Page                                             | 4:34    |
| 6   | "Black Mountain Side"      | Page                                                    | 2:12    |
| 7   | "Communication Breakdown"  | Bonham, Jones, Page                                     | 2:30    |
| 8   | "I Can't Quit You Baby"    | Dixon                                                   | 4:42    |
| 9   | "How Many More Times"      | Bonham, Jones, Page                                     | 8:27    |

На таласу комерцијалног успеха првог албума, група је брзо постала позната, нарочито у Сједињеним Државама. Друга плоча, названа "Led Zeppelin II", стилски се није претерано разликовала од првог албума и објављена је крајем исте године. Још успешнији од првог, албум је врло брзо доспео на прва места топ-листа у САД и у Великој Британији.
Почетна песма на албуму названа је "Whole Lotta Love" и започиње силовитим гитарским рифом праћеним ритмичком секцијом. Музички критичари сматрају да је та песма дефинисала препознатљиви музички стил групе. Остале значајније песме са албума су акустично/електрична "Ramble On", привлачан риф, компликован гитарски соло и моћан вокални део песме "Heartbreaker" и експлозивни хор "What Is and What Should Never Be". На лбуму се налазе песме које упадљиво наликују песмама Вилија Диксона, иако Диксон нигде на албуму није наведен као аутор песама. Увод у "Bring It on Home" је обрада "Bring It on Home" Сонија Блејка, а сама песма је измамила поређења са Диксоновом "Bring It on Back". Песму "Whole Lotta Love" многи су поредили са Диксоновом "You Need Love", иако је та фраза још раније коришћена. Седамдесетих година Арк мјузик, издавачки огранак Чиз рекордса, поднео је тужбу против групе због повреде ауторских права у композицији "Bring It on Home", која је решена вансудским поравнањем. Сам Диксон није имао користи од овога све док није тужио Арк мјузик да би повратио своја права. Неколико година касније, Диксон је поднео тужбу против Лед зепелина због кршења ауторског права у "Whole Lotta Love" која је решена великодушним вансудским поравњањем. У каснијим издањима албума "Led Zeppelin II, Диксон се наводи као аутор неких песама.
Пејџ је једном интервјуу изјавио: Често сам размишљао о томе да би ми требало да будемо синови Хаулин Вулфа на исти начин на који су Стонси покушавали да буду синови Чака Берија. Верзија песме Хаулин Вулфа "Killing Floor", коју су зепелини често изводили на својим раним концертима, обрађена је на албуму "Led Zeppelin II у другачијем аранжману и под називом "The Lemon Song".
Током овог периода, група је одсвирала неколико турнеја у САД, наступајући у почетку по клубовима и о плесним дворанама, да би, како је популарност расла, група прешла на свирке у великим дворанама. Међутим, сингапурски званичници, који су их дочекали на аеродрому, забранили су наступ групе због дуге косе њених чланова. Концерти Лед зепелина су понекад трајали и дуже од три сата, са продуженим верзијама песама који су често садржавале елементе џејмсбрауновског соула и фанка и музичког стила кућа Стакс и Мотаун (омиљене издавачке куће басисте Џоунса и бубњара Бонама). Квартет је такође волео амерички рокенрол, оличен у музици Фетса Домина и Литл Ричарда. Група је такође свирала и рокабили песме које су прославиле Елвиса Преслија и Едија Кокрана. Многи од ових наступа су забележени на пиратским издања које и дан-данас цене и колекционари плоча и обожаваоци групе.
Списак песама
| Бр. | Назив                                     | Текст и музика                                                       | Трајање |
| --- | ----------------------------------------- | -------------------------------------------------------------------- | ------- |
| 1   | "Whole Lotta Love"                        | John Bonham, Willie Dixon, John Paul Jones, Jimmy Page, Robert Plant | 5:34    |
| 2   | "What Is and What Should Never Be"        | Page, Plant                                                          | 4:46    |
| 3   | "The Lemon Song"                          | Bonham, Chester Burnett, Jones, Page, Plant                          | 6:19    |
| 4   | "Thank You"                               | Page, Plant                                                          | 4:49    |
| 5   | "Heartbreaker"                            | Bonham, Jones, Page, Plant                                           | 4:14    |
| 6   | "Living Loving Maid (She's Just a Woman)" | Page, Plant                                                          | 2:39    |
| 7   | "Ramble On"                               | Page, Plant                                                          | 4:34    |
| 8   | "Moby Dick"                               | Bonham, Jones, Page                                                  | 4:20    |
| 9   | "Bring It On Home"                        | Dixon                                                                | 4:19    |

За састављање трећег албума "Led Zeppelin III", Џими Пејџ и Роберт Плант су се повукли у Брон-Ир-Ор, удаљену викендицу у Велсу. Ово ће резултовати руралнијим, акустичнијим звуком него оним који је раније група приказала (а песма "Bron-Yr-Aur Stomp", погрешно написана као "Bron-Y-Aur Stomp" на омоту албума, је била комплетна обрада песме Берта Џанша "The Waggoners Lad"). Под јаким утицајем келтске и фолк музике, албум је открио другу страну Пејџове свестраности, највише у мирнијим песмама "That's The Way" и "Tangerine". Још једна од песама инспирисаних фолком на албуму је „Gallows Pole“, која је знатно инспирисана Ледбелијевом Gallows Pole. Плант такође користи оригиналну песму у својој тренутној групи „The strange sensation“ где је песма реструктурирана коришћењем оригиналног рифа из Ледбелијеве верзије.
Богати акустични звук албума је у почетку доживео мешовите реакције, са много критика изненађеном преокретом која је удаљила групу од примарно електричних композиција на прва два албума. Међутим, током времена њихова репутација се повратила, а "Led Zeppelin III" се сада велича.
Поред акустичних песама, "Led Zeppelin III" је укључивао блуз-рок еп "Since I've Been Loving You" и бубњевима вођену песму "Out on the Tiles". Неповезана уводна песма албума "Immigrant Song" је такође послужила као подсетник на енергију коју је Лед зепелин био способан да изазове, са Плантовим стиховима који се позивају на викиншка освајања и нордијску митологију. Ова и друга песме чији стихови садрже митолошке референце су помогле у популаризовању употребе термина као што су „рок богови“, „богови рока“ или „чекићи богова“, да би се описала група, а касније и други рок уметници са сличним звуком.
"Led Zeppelin III" је такође започео еру јединствених омота албума; овај је садржавао точак који, када се ротира, приказује различите слике у прорезима. Новембра 1970, издавач Лед зепелина, Атлантик Рекордс, је издао песму "Immigrant Song" као сингл супротно жељама групе (Атлантик је раније објавио измењену верзију песме која је скраћена са 5:35 на 3:10, уклонивши апстрактни средњи део). Сингл је укључивао њихову једину песму која се није налазила на албумима "Hey Hey What Can I Do". Иако је група гледала на своје албума као недељиво, целовито слушачко искуство - а њихов менаџер Питер Грант, такође је инсистирао на концепцији „албумске музике“ - девет других синглова је издано без њиховог пристанка. Група се такође одупирала телевизијским појављивањима, који би умањили њихову способност да контролишу своју представу и квалитет звука. Недостатак појављивања на телевизији је приморавало њихове обожаваоце да их чују и виде уживо.

### “Највећи бенд на свету” (1971—1975)
Успех ранијих година Лед зепелина ће бити засењен овим петогодишњим периодом у ком ће група објавити своје најпознатије албуме и достићи сам врх током седамдесетих. Изглед групе се такође променио како су чланови почели да носе дотерану, шарену одећу и накит. Ако је популарност групе била импресивна, исто таква је била њена репутација због вансценских лудовања и ексцеса. Лед зепелин је почео да путује приватном авионском линијом (која је добила надимак Старшип - Звездани авион), закупљује целе делове хотела (најпознатије Континентал Хајат хаус у Лос Анђелесу, колоквијално позната као „Кућа буке") и постао је предмет многих најпознатијих рок прича о разузданости. Једна лудорија је укључивала Џона Бонама који је избацивао телевизоре из „Куће буке“ током свог пијанства и затим окривљавање девојака-пратиља Лед зепелина за штету. Пејџ се све више занимао окултизмом и мистицизмом, и имао је тајну везу са 14-годишњом Лори Медокс. Посебно разуздан је био Ричард Кол, менаџер турнеја. Али можда најчувенија прича о ексцесима Лед зепелина је била позната епизода са ајкулом, која се одиграла у хотелу Еџвотер Ин у Сијетлу, 28. јула 1969. године.

#### Четврти албум (званично без имена)
Четврти албум Лед зепелина је био објављен 8. новембра 1971. Није било назнаке о имену на оригиналном омоту, али су на плочи одштампана четири симбола. Албум се спомиње као "Four Symbols" и "The Fourth Album" (оба имена су коришћена у каталозима Алтантик Рекордса), а такође и као "Untitled", "Zoso", "Runes", "Sticks", "Man With Sticks" и "Four". Он је званично још увек без имена, а најчешће се назива "Led Zeppelin IV".
"Led Zeppelin IV" је даље дефинисао јединствену формулу групе за комбиновање необрађених, акустичних елемената са одликама хеви метала и блуза. Албум је укључивао примере чистог хард рока као што је "Black Dog" (наводно у част пса који је лутао око студија) заједно са нежнијим, акустичнијим фолк песмама, Going to California (у част Џони Мичел), и "Four Sticks" (тако названа јер је у њој Џон Бонам свирао са четири бубњарска штапића). "The Battle of Evermore" је једина песма Лед зепелина која има гостујућег певача, покојну Сенди Дени. Ова песма и песма весела "Misty Mountain Hop" садрже лирске референце на Господара прстенова. Ипак, три песме са овог албума, "Rock and Roll", "When the Levee Breaks (Memphis Minnie)", и посебно "Stairway to Heaven", ће постати три најбоље и најпознатије песме Лед зепелина.
"Rock and Roll" је живахна почаст раној рок музици 1950-их, али са хеви метал обртом и са незаборавним бубњарским уводом Џона Бонама. Наредних неколико година је често одабирана да буде уводна песма на бројним концертима Лед зепелина. Недавно (2006), песма је упадљиво коришћена у рекламама за Кадилак аутомобиле - један од неколико примера да су живи чланови Лед зепелина лиценцирали песму.
"Led Zeppelin IV" се завршава са радикално измењеном верзијом блуз песме Мемфис Минија/Канзас Џо Мекоја "When the Levee Breaks”. Верзија Лед зепелина почиње са карактеристичним, жестоком бубњарским ударцима, који су семпловани за употребу у многим модерним рок и реп издањима. Карактеристична резонанција бубњева у овој песми је постигнута њиховим снимањем на степеништу.
Фолк и тешки рок су спојену у осмоминутној свити "Stairway to Heaven", која је постала велики радијски хит иако никада није издана као сингл. Песма има три различита правца: спори акустични увод, бржу акустичну средину и електрично финале означено Пејџовим гитарским солом.
"Stairway to Heaven" је без сумње најпознатија песма Лед зепелина и многе гласине је окружују. Најпознатија гласина је да се могу чути сатанске поруке када се плоча пушта наопачке. Ово, заједно са Пејџовим признатим интересовањем за окултисту Алистера Кроулија, је појачало тврдње да је Пејџ увучен у сатанизам. И Пејџ и Плант су стално порицали присуство сатанских порука.
Још један предмет спекулација је било прикривено значење стихова песме "Stairway to Heaven", коју је Роберт Плант написао наводно за један дан. На концертном филму из 1973. “The Song Remains The Same”, пре него што је отпева песму, Плант каже: “Мислим да је ово песма наде”.
Критичари су приметили да је уводни риф песме "Stairway to Heaven" сличан рифу песме "Taurus" рок групе Спирит, за које је Лед зепелин свирао као предгрупа на њиховој првој америчкој турнеји. Године 2016. Пејџ и Плант су се нашли пред судом у Лос Анђелесу, поводом тужбе адвоката покојног гитаристе групе Спирит. Суд је одбацио оптужбе за плагијат, и "Stairway to Heaven" је остала искључиво наслеђе Зепелина.
У анкети часописа Гитар Ворлд из 2005, читаоци су изгласали да "Stairway to Heaven" има најбољи гитарски соло свих времена.
“Led Zeppelin IV” је продат у око 23 милиона копија само у САД, што га чини једним од четири најпродаванија албума у историји америчке музичке индустрије.

#### 
Следећи студијски албум, "Houses of the Holy", из 1973, је садржао даље експерименте, са моћним мелодијама, дужим песмама и проширеном употребом синтисајзера и мелотронске оркестрације. Албум показује мање утицаја блуза од било ког другог албума Лед зепелина, окрећући се уместо тога рифовима инспирисани џезом и класиком. Посебно, вишеслојна гитарска симфонија песме "The Song Remains the Same”, атмосферичне клавијатуре песме "No Quarter” и суморна балада о паганском ритуалу, "The Rain Song", су показале већу спремност групе да истражује нове територије звука. Албум је такође укључивао експлозивну баладу “Over the Hills and Far Away” и песму "The Ocean", коју је написао Џон Бонам. Песма "Houses of the Holy" се није појавила на истоименом албуму, иако је снимљена у исто време као и остале песме са албума. Она се на крају ипак појавила на албуму из 1975. "Physical Graffiti".
Упадљиви наранџасти омот албума "Houses of the Holy" је на себи имао слику голих девојчица док се пењу уз Пут џинова (у округу Антрим, Северна Ирска) до невидљивог идола. Иако деца нису приказана спреда, ово је била велика контроверза у време објављивања албума и он је био забрањен у неким подручјима.
Потоња турнеја Лед зепелина "Houses of the Holy" у Сједињеним Држава 1973. је срушила рекорде по посећености, пошто су стално пунили велике дворане и стадионе. На Тампа стадиону, Флорида, су свирали пред 56.800 обожавалаца (срушивши рекорд који су поставили Битлси на Шиа стадиону 1965) и зарадили 309.000 долара. Три распродата концерта у Медисон Сквер Гардену у Њујорку су снимљена за документарни филм, али ће његово приказивање бити одложено до 1976.
Лед зепелин је 1974. лансирао своју издавачку кућу Сван Сонг, названу по једној од пет песама Лед зепелина коју група никада није комерцијално издала (Пејџ је касније обрадио песму са својом групом Фирм и појавила се као "Midnight Moonlight" на њиховом првом албуму). Лого издавачке куће, заснован на слици Вилијама Римера Вече: Пад дана (1869), садржи слику Аполона (иако је често погрешно схватана као слика Икара, Луцифера, Сатане или Дедала). Овај лого се може пронаћи на многим производима са ознакама Лед зепелина, а посебно на мајицама. Уз коришћење Сван Сонга за промовисање својих албума, група је проширила списак оних који су потписали за ову издавачку кућу са извођачима попут Бед компанија, Прити Тингса, Меги Бел и Дејва Едмундса. Издавачка кућа је била успешна док постојао Лед зепелин, али се угасила три године након што су се распали.
Дана 24. фебруара 1975. је издан први двоструки албум Лед зепелина “Physical Graffiti ”, које је било прво издање у Сван Сонгу. Са 16 подужих песама, као што су балада "Ten Years Gone”, "In My Time of Dying” (најдужи студијски снимак групе од 11 минута), упрошћена хард рок песма “Sick Again”, "Trampled Under Foot" и "Kashmir” (инспирисана путовањем Роберта Планта у Мароко), албум је још једном показао импресивни домет групе. Доприноси Џимија Пејџа су посебно уочљиви (средина 1970-их је означила врхунац у његовим музичким вештинама), иако је сваки члан групе оставио свој траг на албуму.
Албум “Physical Graffiti” је оцењен у часопису Ролинг Стон као “тежња за уметничким поштовањем”, уз напомену да су једина конкуренција коју је група имала за наслов “Највећег рок бенда на свету” били Ролингстонси и Ху. Албум је био велики финансијски и критички успех. Убрзо после објављивања албума “Physical Graffiti”, сви претходни албуми Лед зепелина су истовремено поново ушли на листу најбољих 200 албума, а група је кренула на још једну америчку турнеју, опет свирајући уз рекордну посећеност.
У мају 1975. Лед зепелин је одсвирао 5 распродатих концерта у Лондону. Овај низ концерата међу обожаваоцима се сматра за једне од најбољих у каријери групе.

### Касније године (1976—1980)
До 1975. Лед зепелин је било одомаћено име и у Сједињеним Државама и Европи, уз вишегодишње присуство на топ-листама на оба континента, што ће наставити и кроз ове године. Театралност на њиховим концертима ће се повећати, са већим бинама и комплексним светлосним ефектима који су били популарни и код других група у то време, као што је Пинк флојд. И док је овај период био музички и комерцијални успех за Лед зепелин, проблеми као што су трагична смрт Плантовог сина, Плантова саобраћајна несрећа, Пејџова употреба хероина, промена музичких укуса и алкохолизам Џона Бонама ће коначно довести до краја Лед зепелина.

#### 
После тријумфалног појављивање на Ерлс Корту, чланови Лед зепелина су направили паузу од турнеја. У августу 1975, Роберт Плант и његова жена Морин имали су тешку саобраћајну несрећу током летовања на Родосу у Грчкој. Роберт је имао поломљен чланак на нози, а Морин је била веома тешко повређена, живот јој је спасила трансфузија крви. У немогућности да крену на турнеју, група се вратила у студио и снимила свој седми студијски албум, Presence у Минхену. Албум је изашао у марту 1976, и означава промену у звуку зепелина према још прогресивнијим гитарским деоницама.
Док претходни албуми садрже електричне хард рок деонице балансиране са акустичним баладама и занимљиве аранжмане, Presence је један од најагресивнијих албума који супериорно комбинује рифове панка и без сумње је крајње хеви у односу на све песме које је група продуцирала. Највећа ствар на албуму је „Achilles' Last Stand“, десетипоминутна епска композиција са галопирајућом бас линијом, блештаво брзим бубњевима, мелодичним скалама на гитари и једним од најбољих Пејџових солоа, заједно са моћним вокалним извођењем Планта. Плант је деонице певао у колицима док се опорављао од удеса. Ова ствар као и „Nobody's Fault But Mine“ (мелодија је Слепог Вилија Џонсона из 1920. године), постала је најважнија ствар која се свирала на концертима зепелина после 1976. године.
Мада је албум био платинаст, изазвао је различите коментаре критике и обожавалаца. Неки су поштовали тај тужни губитнички стил, други су одбацивали тај сентиментални „гушећи“ звук, а спекулисало се и са распадом бенда због чувених ексцеса неких чланова јер су били испод просечни на снимку албума. Снимање албума поклопило се са почетком Пејџове употребе хероина, што је утицало на касније живе наступе и студијска снимања, мада је Пејџ то демантовао.
Упркос почетним критикама, Џими Пејџ је назвао Presence својим омиљеним албумом, а „Achilles Last Stand“ његовом омиљеном песмом. Роберт плант је такође изјавио да мисли да је „Presence“ албум који највише звучи „ледзепелински“ од свих албума.

#### Концертни филм „The Song Remains The Same“ и турнеја по Америци 1977.
Повреда Роберта Планта спречила је Лед зепелин да оде на турнеју 1976. године. Уместо тога, бенд је коначно завршио концертни филм The Song Remains The Same и музику за филм. То је једини званични живи документ групе доступан све до изласка документарца ББС-ја из 1977. Снимање је трајало током три ноћи наступа на концертима у Медисон Сквер Гардену 1973. током турнеје -{Houses of the Holy. Сваки члан бенда снимио је своју фантастичну сцену која је приказана током одређене песме. Плантов део је спашавање лепотице (током песама The Song Remains The Same и Rain Song песме"), Пејџ изводи месечев ритуал током Dazed and Confused, Џоунс представља оргуљаша за гигантским оргуљама током песме No Quarter, а Бонам вози брзе аутомобиле на метански погон током песме Moby Dick. Филм је премијерно приказан у Њујорку 20. октобра 1976. године. Следеће 1977. године, Лед зепелин креће на још једну велику турнеју по Америци, на распродатим концертима у градовима као што су Чикаго, Лос Анђелес и Њујорк. Мада веома успешна музички и финансијски, турнеја није прошла без проблема ван сцене. 3. јуна, након концерта на Тампа стадиону који је скраћен због олује, немири су избили у публици што је довело до неколико хапшења и повреда. Полиција је у крајњој нужди користила сузавац да би разбила гужву.
Након наступа 23. јула на фестивалу "Days on the Green" у Оукланду, Џон Бонам и чланови помоћног особља Лед зепелина (укључујући менаџера Питера Гранта) су ухапшени након што је члан концертног особља претучен током наступа. Члан концертног особља је наводно ошамарио Грантовог сина док је скидао ознаку за свлачионицу, када је Грант чуо за ово ушао је у приколицу заједно са Џоном Бонамом и Џоном Биндамом и претукао човека.
Иако није било познато у то време, концерт следеће данаг ће постати последњи наступ Лед зепелина у САД. Након концерта су стигле вести да је Плантов петогодишњи син Карак преминуо од стомачног вируса. Остатак турнеје је тренутно отказан.

#### In Through the Out Door, концерти у Нубворту и последња турнеја
У децембру 1978. група се окупила поново да снима, овог пута у Полар Студију групе АББА у Стокхолму. Резултат је био албум In Through the Out Door. Можда збор трендова, овај албум садржи велики део експериментисања, највише са Џонсових клавијатура, посебно у секцијама за синтисајзер у десетоипоминутној песми „Carouselambra“, и „Fool in the Rain“. Албум се нашао на 1. месту у Великој Британији и САД (где је постао први албум рок групе који је у дебију био на 1. месту на Билбордовој листи албума). Друге песме, „In the Evening“ као и „All My Love“, су посвећене Робертовом преминулом сину.
У августу 1979, после два концертна загревања у Копенхагену, Лед зепелин отвара Нубвортски музички фестивал, што је био огроман успех пред скоро 120.000 обожавалаца који су сведоци повратка Лед зепелина. Ипак, Плант није сагласан да крене на целу турнеју, чак је и размишљао да напусти бенд. Питер Грант га је убедио да остане. Кратка европска турнеја обављена је током јуна и јула 1980. са извођењем огољених песама без уобичајених џем солоа. На концерту у Нирнбергу 27. јуна 1980. десио се неочекивани крај током треће песме, након што се Џон Бонам срушио на сцени и одведен у болницу. Новине су спекулисале да је Бонамов проблем изазван претераном конзумацијом алкохола и дроге, али у ствари он се прејео и позлило му је. Бенд је завршио европску турнеју 7. јула концертом у Берлину. Плантов ентузијазам је порастао током турнеје, па су планови били да се крене на јесен на велику америчку турнеју и евентуално сними неки живи албум.

#### Бонамова смрт и крај бенда
Дана 24. септембра те године, Џон Бонама је покупио асистент Лед зепелина Рекс Кинг како би се договорили за турнеју по САД, поново након три године. Током пута Бонам је замолио да стану за доручак, па је попио четири дупле вотке са сендвичем. Након што је узео залогај рекао је свом помоћнику: „Доручак“. Тада је наставио да пије све до доласка у студио. Ово се сазнало тек те вечери када се бенд одмарао у Пејџовој кући. Након поноћи, Бонам је заспао и однели су га у кревет. Причало се да је попио четрдесет чаша те вечери. Бенџи Лефевр, који је заменио менаџера Ричарда Кола, и Џон Пол Џонс нашли су та мртвог следећег јутра. Бонам је имао 32 године.
Узрок смрти је од гушења у сопственој повраћки. Потоња аутопсија није пронашла присуство дрога у његовом телу. Алкохолизам који је мучио Бонама од његових првих дана у групи је на крају довео до његове смрти. Џон Бонам је кремиран 10. октобра 1980.
Упркос гласинама да ће га заменити Кози Пауел, Кармин Апис, Беримор Барлоу, Сајмон Кирк или Бев Беван, преостали чланови су распустили Лед зепелин након Бонамове смрти. У изјави коју су дали 4. децембра 1980. заувек су потврдили да група неће наставити без незаменљивог бубњара.

### Окупљања и наступи после распада (1980—данас)
Иако се 1980. година, до данашњих дана, задржала као година распада Лед зепелина, преостала тројица чланова групе су се повремено, али ретко, окупљала и наступала уживо. Роберт Плант је дефинитивно кренуо путем соло каријере од 1982. године, иако је од 1981. до 1985. био у лабавој супергрупи Ханидриперс са Џимијем Пејџом и Џефом Беком. Плант је развио свакако најубедљивију соло каријеру, која се одржала до данашњих дана, и наступао је са разним музичарима и бендовима, често мењајући музичке укусе. Пејџ је 1988. издао свој први и једини соло албум, Outrider, а остатак времена до данашњих дана је посветио ремастеризацији албума своје бивше групе и очувању култа Зепелина. Басиста Џон Пол Џоунс се посветио свету иза сценског наступа, пре свега продукцији.
Прво окупљање Зепелина се десило 1985. године, на стадиону и Филаделфији поводом Лајв ејда. На бубњевима су се обрели Фил Колинс и Тони Томпсон. Оно што је обележило овај наступ су свакако технички проблеми, Пејџова спорост и Плантова промуклост, као и нерадо сећање на њега.
Други пут се окупљање десило 1988. године, овај пут са сином Џона Бонама, Џејсоном, када је Атлантик рекордс прослављао 40. годишњицу постојања, а трећи пут је повод био пријем у Рокенрол кућу славних 1995. године
Пејџ је 1993. снимио албум са певачем Вајтснејка Дејвидом Ковердејлом, а од 1994. до 1998. је наступао са бившим колегом из бенда Робертом Плантом. У току заједничког пројекта, простог назива Пејџ & Плант, издали су два албума: No Quarter: Jimmy Page and Robert Plant Unledded (1995) и Walking into Clarksdale (1998).
Чланови бенда су 2006. постали добитници награде Полар мјузика, коју им је лично доделио шведски краљ Карл XVI Густаф.
Последњи заједнички концерт тројице живих чланова и Џејсона Бонама се десио 10. децембра 2007. године, у О2 арени у Лондону. Бенд се окупио у част преминулог Ахмета Ертегана, оснивача и дугогодишњег шефа компаније Атлантик рекордс. Улазнице за концерт преко интернета тражило чак 20 милиона обожавалаца групе. Концерт је снимљен и издат 2012. године као концертни филм Celebration Day.
Пејџ, Плант и Џоунс су 2012. добили награду Кенеди центра за изузетан допринос америчкој култури. У препуној сали Кенеди центра, у њихову част су изведене нумере "Rock And Roll" (Фу фајтерс), "Ramble On" (Кид Рок), "Whole Lotta Love" (Лени Кравиц) и непревазиђена "Stairway to Heaven" (Ен и Ненси Вилсон, из групе Харт), која је изазвала јаке емоције, како код публике, тако и код чланова бенда.

## Дискографија
Студијски албуми
- (1969)
- (1969)
- (1970)
- (1971)
- (1973)
- (1975)
- (1976)
- (1979)
- (1982)